# 迪卡唱片
迪卡唱片（英語：Decca Records）是一家1929年在英國成立的唱片公司，世界著名的古典音樂唱片品牌之一，由倫敦的銀行家第二代愛德華·路易斯創設。以出品西方經典音樂而著名，歌劇和芭蕾舞全本錄音是其特色，因此又有「歌劇出版公司」（The Opera Company）的別號。另，迪卡唱片成立至今，偶爾也有涉足流行音樂的出版。

## 名稱
「迪卡」（decca）語出希臘語的數字「十」（δέκα；）。迪卡唱片公司成立後在數年的時間內成為世界第二大唱片公司，並自稱為「最高唱片公司」。迪卡收購了布朗斯維克唱片（Brunswick Records）的英國分公司，並繼續以該名稱營運。1950年代，美國迪卡位於紐約市曼哈頓林肯廣場哥倫布大道和百老匯大道之間的西70街135號的Pythian Temple。

## 沿革
愛德華·路易斯在1929年買下了一間留聲機製造公司。這間公司名為「迪卡」，一次大戰時期負責承造軍用手提留聲機，因此小有名氣。同一年，在瑞士成立了古典音樂部，責成莫利斯·羅森加頓（Maurice Rosengarten）領導。瑞士指揮恩奈斯特·安塞美是最早與迪卡合作的音樂家之一。二次大戰是迪卡古典的重要轉捩點，羅森加頓在戰後與亟待重建的维也纳爱乐合作，引進舒李希特、貝姆、克里普斯、克勞斯等藝人。之後，還有指揮爱德华·范·贝纳姆、查理·明希，大提琴演奏家傅尼爾，鋼琴演奏家威廉·巴克豪斯，小提琴演奏家庫倫康普（Georg Kulenkampff）等人加入。
1949年，密紋唱片問世。因應這項新的技術，迪卡開始製作全本的歌劇錄音，在當時是罕見且不計損益的做法。陸續推出拜罗伊特音乐节演出實況，以及克纳佩茨布施指揮的《帕西法尔》與《名歌手》等，繼而在1956年發行由维也纳爱乐演奏的《费加罗》（埃里希·克莱伯指揮）、《魔笛》（貝姆）與《唐·喬望尼》（克里普斯），以紀念莫扎特二百週年誕辰。此外，迪卡也展開早期作品的產線，卡尔·明兴格尔所指揮的韋瓦第《四季》便是這一路線的產品。
1956年開始，迪卡籌劃華格納《指環》的全本錄音，時任製作人約翰·卡爾肖屬意由乔治·索尔蒂擔任指揮。這份錄音的問世是迪卡公司本身，亦是唱片史的創舉與里程碑，指揮索尔蒂更是一炮而紅。
迪卡唱片在1980年被宝丽金（PolyGram）唱片集团收購，但其後獲得飞利浦唱片的經典音樂錄音的發行權，其後宝丽金在1998年被環球音樂集團收购。
1992年，寶麗金唱片向台灣的福茂唱片買入60%股權，福茂唱片同時加入寶麗金唱片旗下；福茂唱片英文名稱因此改為“Decca Records Taiwan Ltd.”並使用迪卡唱片商標。

### 古典音乐

迪卡在古典音乐唱片上使用的商标

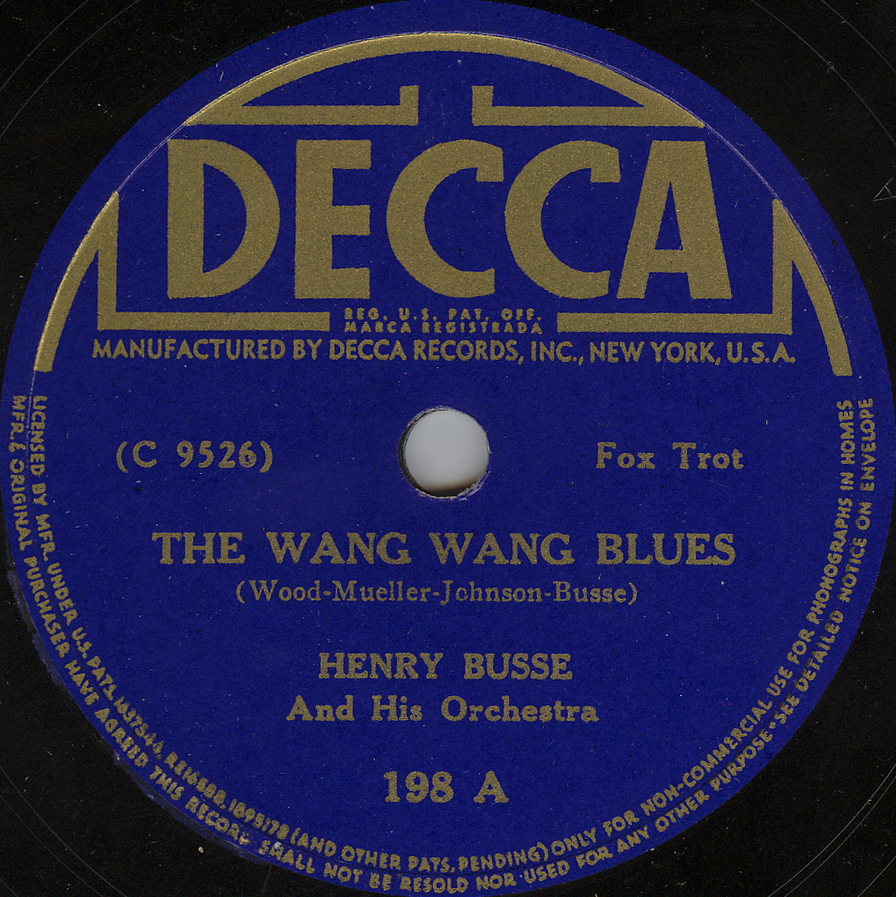
1934年，迪卡唱片美國分公司發行的Henry Busse專輯

## 子品牌

### 倫敦唱片
五〇年代，迪卡的美國公司在美國、日本擁有獨佔發行權，英國方面的迪卡為了面向美、日輸出，特別創用了名為「倫敦唱片」（London Records）的新商標。

### 天堂鳥
天堂鳥（Éditions de l'Oiseau-Lyre）原來是法國一個專攻古樂錄音的小廠，創立於1932年，現在是迪卡旗下的古樂品牌。